# Spanische Badmintonmeisterschaft 2024
Die Spanische Badmintonmeisterschaft 2024 war die 43. Auflage der spanischen Titelkämpfe in dieser Sportart. Sie fand vom 12. bis zum 14. Mai 2024 in Cartagena statt.

## Die Sieger und Platzierten
| Disziplin    | Gold                         | Silber                         | Bronze                         |
| ------------ | ---------------------------- | ------------------------------ | ------------------------------ |
| Herreneinzel | Alvaro Leal                  | Tomas Toledano                 | Ernesto Baschwitz              |
| Herreneinzel | Alvaro Leal                  | Tomas Toledano                 | Miguel Esteve                  |
| Dameneinzel  | Ania Setien                  | Nerea Ivorra                   | Laura Alvarez                  |
| Dameneinzel  | Ania Setien                  | Nerea Ivorra                   | Cristina Teruel                |
| Herrendoppel | Rubén García Carlos Piris    | Jacobo Fernandez Daniel Franco | Ernesto Baschwitz Joan Monroy  |
| Herrendoppel | Rubén García Carlos Piris    | Jacobo Fernandez Daniel Franco | Fran Olivares Jaume Perez      |
| Damendoppel  | Paula López Lucía Rodríguez  | Nikol Carulla Beatriz Corrales | Haideé Ojeda Laura Santos      |
| Damendoppel  | Paula López Lucía Rodríguez  | Nikol Carulla Beatriz Corrales | Ana Caballero Elena Paya       |
| Mixed        | Rubén García Lucía Rodríguez | Pablo Abián Haideé Ojeda       | Rodrigo Sanjurjo Nikol Carulla |
| Mixed        | Rubén García Lucía Rodríguez | Pablo Abián Haideé Ojeda       | Fran Olivares Elena Lorenzo    |